# Johannes Mesmer
Johannes Mesmer (* 13. Dezember 1791 in Muttenz; † 9. November 1870 ebenda) war ein Schweizer Politiker und Freimaurer.

## Leben
Von 1819 bis 1861 war Mesmer Wirt des Schlüssels in Muttenz. Im Jahr 1838 war er Bezirksgerichtspräsident, im Jahr 1840 Strassen- und Wasserbauinspektor und im Jahr 1831 Mitglied der provisorischen Baselbieter Regierung. Während der Trennungswirren war er Kriegskommissär und im Jahr 1833 Teilungskommissär.
In den Jahren 1832, 1838, 1850, 1862 und 1863 war er Verfassungsrat und von 1832 bis 1842 sowie von 1866 bis 1869 Landrat. In den Jahren 1839 und 1846 war er Tagsatzungsgesandter und von 1851 bis 1854 war er im Nationalrat, dort zu den Linken zählend. In den Jahren von 1848 bis 1850, von 1855 bis 1856 und von 1863 bis 1865 war er Regierungsrat. 
Zuerst war Mesmer Anhänger der Bewegungs-, danach der Ordnungspartei und 1861 schliesslich des sogenannten Revisionsvereins. Das Gasthaus von Mesmer war 1849 der Treffpunkt der badischen Revolutionäre.